# Ісмаїл (султан Сеннару)
Ісмаїл (*араб. إسماعيل; д/н — 1776) — 20-й макк (султан) Сеннару в 1769—1776 роках.

## Життєпис
Походив з династії Фунджі. Син макка Баді IV. 1769 року після повалення старшого брата Насіра посів трон. Втім не мав значної влади, контролював лише столицю. Фактичну владу мав  Мухаммед Абу аль-Кайлік. Останній вступив у протистояння з арабським племенем абдалабі за володінь Рас--Хартум. У вирішальній битві війська аль-Кайліка завдали поразки шейху Насру уад Аміну, приборкавши на деякий час амбіції абдалабі . 
1772 року внаслідок повстання було втрачено центральний Кордофан. В цей час тривала боротьба між 3 силами: братом султана — Адланом і візиром Мухаммедом Абу аль-Кайліком. Останній все ж переміг. Але після смерті того 1775 року становище Ісмаїла погіршилося. 1776 року Адлан здолав війська Ісмаїла, якого повалив, захопивши трон. Колишнього правителя було відправлено до Суанкіна, де невдовзі страчено.